# Suzanne Aubry
Pour les articles homonymes, voir Aubry.
 (mai 2023).
Suzanne Aubry, est une écrivaine, dramaturge et scénariste canadienne née à Ottawa en 1956.

## Biographie
Née en 1956 d’une mère écrivaine et d’un père également écrivain et bibliothécaire, elle obtient un diplôme d'écriture dramatique de l’école nationale de théâtre du Canada en 1979.
En 1980, elle écrit la pièce J’te parle mieux quand j'te l'écris d’après des textes de Robert Blondin, jouée par Denis Bouchard au Théâtre d'Aujourd'hui.
En 1982, elle écrit la pièce Mon homme qui est jouée au Théâtre d'aujourd'hui.
Sa pièce de théâtre La Nuit de p’tits couteaux est sélectionnée pour le prix du Gouverneur général de 1987,.
Depuis 1985, elle prête sa plume à des téléséries telles que Manon, La Maison Deschênes, Mon meilleur ennemi et D’amour et d’amitié,.
Son court métrage Signé Charlotte S lui a valu le prix du concours Fictions 16/26.
Son premier roman, Le Fort intérieur, publié en 2006 aux Éditions Libre Expression a été finaliste Prix de la relève du Grand prix littéraire Archambault en 2008.
En 2008, Suzanne Aubry s’est lancée dans le roman historique en publiant le premier tome de la saga Fanette – À la conquête de la haute ville, aux éditions Libre Expression. Le septième et dernier tome de la saga est publié en juin 2014. Plus de 100 000 exemplaires ont été vendus depuis sa parution de 2008,,,.
Son neuvième roman, intitulé Ma vie est entre tes mains, une histoire de meurtre et de rédemption dont l'action se situe dans les Prairies canadiennes, a paru en 2015 aux éditions Libre Expression; il a été finaliste du Prix des cinq continents de la francophonie 2016,.
En 2017, elle publie  Je est une autre aux Éditions Libre Expression, un roman où elle raconte avec humour la vie d'une scénariste.
D'abord présidente par intérim en 2017, elle est élue présidente de l'Union des Écrivaines et des Écrivains Québécois (UNEQ) en 2018, et y siègera jusqu'en 2023 ,.
L’année 2021 marque le retour de sa saga historique Fanette avec une suite comportant trois parties,,,.
Elle est nommée membre de l'Ordre du Canada en 2022 pour son apport à la littérature québécoise et ses efforts soutenus pour les autrices et auteurs canadiens,.
Traitant de deuil chez l'enfant, son premier roman jeunesse, Le Septième étage et demi, est illustré par Delphie Côté-Lacroix. Publié chez Québec Amérique en 2022, est finaliste pour le prix Tamarac, organisé par l'Association des Bibliothèques de l'Ontario (ABO),,.
En 2023, son roman Le Portrait, publié aux Éditions Libre Expression, prend place à Montréal des années trente et parle du dépaysement d'une jeune fille quittant sa campagne natale pour venir travailler en ville. La Fédération France-Québec/francophonie le présélectionne pour le prix littéraire France-Québec en 2024,,,,.

## Œuvres

### Pièces de théâtre
- Une goutte d’eau sur la glace (1979)
- J’te l’parle mieux quand j'te l'écris (1980-1981)
- Ombrelle, tu dors (1982)
- Mon homme (1982)
- La Nuit des p’tits couteaux (1983)
- Un vrai roman-fleuve (1984)
- Recyclage (2021) Inédit.

### Films
- Signé Charlotte S. (1984)
- Meurtre en musique (1994)

### Séries télévisées
- Manon (1985–1987)
- La Maison Deschênes (1989-1990)
- L'Or et le Papier (1989-1992)
- D’amour et d’amitié (1990-1992)
- À nous deux (1994-95)
- Sauve qui peut! (1997-1999)
- Mon meilleur ennemi (2001)

### Romans
- Le fort intérieur, Éditions Libre expression, Montréal, 2006, 237 p.  (ISBN 9782764803004)
- Le fort intérieur, collection 10/10, Éditions Stanké, Montréal, 2012, 234 p.  (ISBN 9782923662688)
- Fanette (tome 1): A la conquête de la haute ville, Éditions Libre expression, Montréal, 2008, 472 p.  (ISBN 9782764803523)
- Fanette (tome 2): La Vengeance du Lumber Lord, Éditions Libre expression, Montréal, 2009, 506 p.  (ISBN 9782764803639)
- Fanette (tome 3): Le Secret d'Amanda, Éditions Libre Expression, Montréal, 2010, 509 p.  (ISBN 9782764803677)
- Fanette (tome 4): L'encre et le sang, Éditions Libre Expression, Montréal, 2011, 512 p.  (ISBN 9782764803684)
- Fanette (tome 5): Les ombres du passé, Éditions Libre Expression, Montréal, 2012, 493 p.  (ISBN 9782764803691)
- Fanette (tome 6): Du côté des dames, Éditions Libre Expression, Montréal, 2013, 531 p.  (ISBN 9782764803707)
- Fanette (tome 7): Honneur et disgrâce, Éditions Libre Expression, Montréal, 2014, 549 p.  (ISBN 9782764809426)
- Ma vie est entre tes mains, Éditions Libre Expression, Montréal, 2015, 425 p.  (ISBN 9782764810651)
- Ma vie entre tes mains, Éditions Robert Laffont, 2016, Montréal, 452 p.  (ISBN 9782221192412)
- Je est une autre, Éditions Libre Expression, 2017, Montréal, 280 p.  (ISBN 9782764811917)
- Ma vie entre tes mains, Éditions Pocket, 2018, Montréal, 470 p.  (ISBN 9782266268424)
- Fanette - Uptown Conquest, O'Brennan Publications, 2015, livre numérique (en anglais)  (ISBN 9780994895004)
- Fanette - The Lumber Lord's Revenge, O'Brennan Publications, 2017, livre numérique (en anglais)  (ISBN 9780994895011)
- La Cueva, Éditions Libre Expression, Montréal, 2019  (ISBN 9782764812846)
- Le Violon magique. Contes et légendes du Québec, Éditions Québec Amérique, Montréal, 2019.  (ISBN 9782764439265)
- Fanette, la suite: Amitiés particulières - première partie, Éditions Libre Expression, Montréal, 2021  (ISBN 9782764814208)
- Fanette, la suite: Aveux - deuxième partie, Éditions Libre Expression, Montréal, 2022  (ISBN 9782764814895)
- Fanette, la suite: Un Monde nouveau - troisième partie, Éditions Libre Expression, Montréal, 2022  (ISBN 9782764815519)
- Le Septième étage et demi, illustré par Delphie Côté-Lacroix, Éditions Québec Amérique, Montréal, 2022  (ISBN 9782764445198)
- Le Portrait, Éditions Libre Expression, Montréal, 2023, 286 p.  (ISBN 9782764815960)

### Traduction
- Monique Aubry-Frize, Une femme en ingénierie. Mémoires d'une pionnière, traduction de l'anglais par Suzanne Aubry, Les Presses de l'Université d'Ottawa, 2024, 360 p. (ISBN 9782760342637)

## Prix et distinctions
- 1987 : Finaliste, Prix littéraires du Gouverneur général (théâtre), pour La nuit des p'tits couteaux[5]
- 2008 : Finaliste, Prix de la relève Archambault (cinquième édition), pour Le Fort intérieur[8]
- 2016 : Finaliste, Prix des cinq continents de la francophonie, pour le roman Ma vie entre tes mains[13]
- 2022 : Nomination en tant que membre de l'Ordre du Canada[22]
- 2023 : Finaliste, Prix Tamarac | La Forêt de la lecture, pour Le Septième étage et demi[25]
- 2023 : Finaliste (liste préliminaire), Prix littéraire France-Québec, pour Le Portrait[29]